# Devi (voornaam)
Devi of Dewi is een meisjesnaam.
Oorspronkelijk gedragen door meisjes uit landen als India en Indonesië, komt het nu ook als Nederlandse voornaam voor. De naam komt uit het Sanskriet en betekent godin, bevallige vrouw, schoonheid.
Dewi is ook een Welshe jongensnaam. Het is een vleivorm van David. Een bekende naamdrager is de heilige Dewi van Wales uit de vijfde eeuw.